# 貓羅堡
貓羅堡，亦作猫羅堡，是台灣中部自清治時期至日治初期的一個行政區劃，其範圍包括今臺中市的霧峰區全部、烏日區南部，以及彰化縣的彰化市東部、芬園鄉全部。
貓羅堡西邊為燕霧下堡、燕霧上堡、線東堡，西北角為大肚下堡，北邊為藍興堡，東邊為北港溪堡，南邊為北投堡、南投堡。

## 管轄街庄
貓羅堡共轄16個庄：
- 今霧峰區境內：阿罩霧庄、柳樹湳庄、吳厝庄、萬斗六庄、丁臺庄
- 今烏日區境內：溪心垻庄、喀哩庄、同安厝庄
- 今彰化市境內：快官庄、田中央庄
- 今芬園鄉境內：芬園庄、社口庄、舊社庄、縣庄、下茄荖庄、同安藔庄